# 瓦利帕約克山 (奧孔加特區)
13°41′3″S 71°7′33″W / 13.68417°S 71.12583°W
瓦利帕約克山（Hualipayoc），是秘魯的山峰，位於該國東南部庫斯科大區，由基斯皮坎奇省的奧孔加特區負責管轄，屬於韋爾卡努塔山脈的一部分，海拔高度約5,600米。